# 鉾立峠 (福岡県)
鉾立峠（ほこたてとうげ）は、福岡県築上郡築上町寒田 - 京都郡みやこ町犀川帆柱の峠。

## 概要
福岡県北東部の大分県に近い筑紫山地に位置する。現在、福岡県道32号犀川豊前線で築上町築城とみやこ町犀川が結ばれている。福岡県道32号は当初、豊前甘木線で整備されていたが豊前市求菩堤・築上町寒田と隣接する求菩提山 - みやこ町（旧・犀川町）は長らく未開通であった。1980年代後半に、みやこ町犀川帆柱 - 築上町寒田の区間は開通したが、築上町寒田 - 豊前市求菩堤の区間はその後も未開通で、この区間が開通したのは2008年（平成20年）4月のことであった。峠越えの区間は、頂上付近に鉾立トンネル（89m）が1987年（昭和62年）に完成したことにより、築上町 - みやこ町を峠越えをする経路で結ばれた。冬場は積雪や路面凍結で通行規制が出されることも多く、典型的な峠道でカーブが連続する。